# Inre-Utlandstjärnen
Inre-Utlandstjärnen är en sjö i Vindelns kommun i Västerbotten och ingår i Umeälvens huvudavrinningsområde. Sjön har en area på 0,0256 kvadratkilometer och ligger 243,9 meter över havet.

## Delavrinningsområde
Inre-Utlandstjärnen ingår i det delavrinningsområde (714925-166899) som SMHI kallar för Ovan VDRID = Stormyrbäcken i Vindelälvens vattend*. Medelhöjden är 222 meter över havet och ytan är 30,45 kvadratkilometer. Räknas de 816 avrinningsområdena uppströms in blir den ackumulerade arean 11 320,23 kvadratkilometer. Vindelälven som avvattnar avrinningsområdet har biflödesordning 2, vilket innebär att vattnet flödar genom totalt 2 vattendrag innan det når havet efter 112 kilometer. Avrinningsområdet består mestadels av skog (83 procent). Avrinningsområdet har 1,19 kvadratkilometer vattenytor vilket ger det en sjöprocent på 3,9 procent.